# Skånsø
Skånsø är en sjö i Danmark.   Den ligger i Holstebro kommun i Region Mittjylland. Skånsø ligger 7,5 meter över havet.